# Antonio Brivio

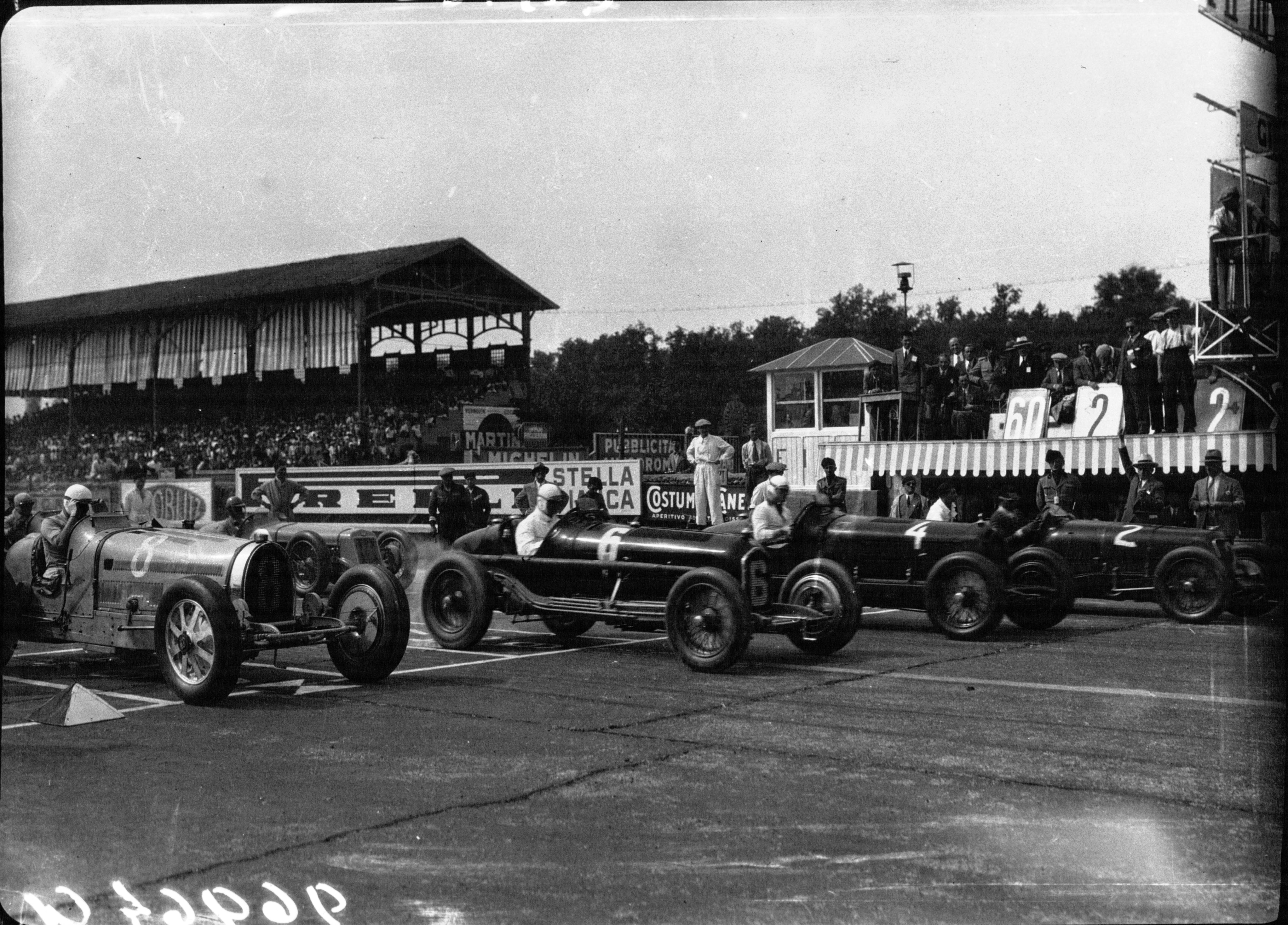
Antonio Brivio (tredje från vänster) i starten av Monzas Grand Prix 1932.

Antonio Brivio, markis Sforza Brivio, född 1905, död 1995, var en italiensk racerförare och bobåkare.
Brivio tävlade i grand prix-racing under 1930-talet men hade större framgångar i sportvagnsracing med Alfa Romeo. Han vann bland annat Targa Florio två gånger och Mille Miglia en gång.
Brivio vann också Vrams Grand Prix med start och mål i Norra Vram (Nordvästra Skåne) den 6 augusti 1933.
Efter andra världskriget var han funktionär i italienska automobilklubben och Fédération Internationale de l'Automobile.
Brivio tog en bronsmedalj i tvåmansbob i VM 1935. Han deltog även i olympiska vinterspelen 1936.